# Чемпионат мира по бегу по шоссе среди женщин 1983
Первый в истории чемпионат мира по бегу по шоссе среди женщин прошёл 4 декабря 1983 года в Сан-Диего (США). На старт вышли 66 спортсменок из 18 стран мира. Были разыграны два комплекта медалей — на дистанции 10 км в личном и командном зачёте.
Турнир стал важным этапом на пути признания женского бега на длинные дистанции в качестве полноценной дисциплины лёгкой атлетики. При поддержке международной федерации прогресс в этом направлении пошёл довольно быстро: в 1984 году женщины впервые пробежали марафон на Олимпийских играх в Лос-Анджелесе, а спустя четыре года МОК включил в программу Игр и дистанцию 10 000 метров.

## Итоги соревнований
Соревнования прошли в калифорнийском Сан-Диего на небольшом острове Фиеста в заливе Мишен-Бей (англ. Mission Bay). Высоким результатам помешал сильный ветер, сопровождавший спортсменок по дистанции. Судьба первого чемпионского титула решилась на заключительных 50 метрах, где британка Венди Слай выиграла финишный спринт у Бетти Джо Спрингс из США. Обе бегуньи показали одинаковый результат — 32.23.
Наибольшее представительство в забеге имели хозяева соревнований — 16 легкоатлеток. Это позволило им выиграть командное первенство, где сильнейшие сборные определялись по сумме мест трёх лучших участниц. При подсчёте мест не учитывались результаты спортсменок, выступавших лично (из стран, имевших менее трёх человек в заявке).

## Призёры
Курсивом выделены участницы, чей результат не пошёл в зачёт команды
| Дисциплина      | Золото                                            | Золото   | Серебро                                                 | Серебро  | Бронза                                             | Бронза  |
| --------------- | ------------------------------------------------- | -------- | ------------------------------------------------------- | -------- | -------------------------------------------------- | ------- |
| 10 км           | Венди Слай Великобритания                         | 32.23    | Бетти Джо Спрингс США                                   | 32.23    | Лесли Уэлч США                                     | 32.41   |
| 10 км (команды) | США · Бетти Джо Спрингс · Лесли Уэлч · Эллен Харт | 12 очков | Канада · Нэнси Рукс · Сильвия Рюггер · Анна-Мари Мэлоун | 19 очков | Ирландия · Моника Джойс · Кэри Эдж · Реджина Джойс | 32 очка |